# Bernard de Montgaillard

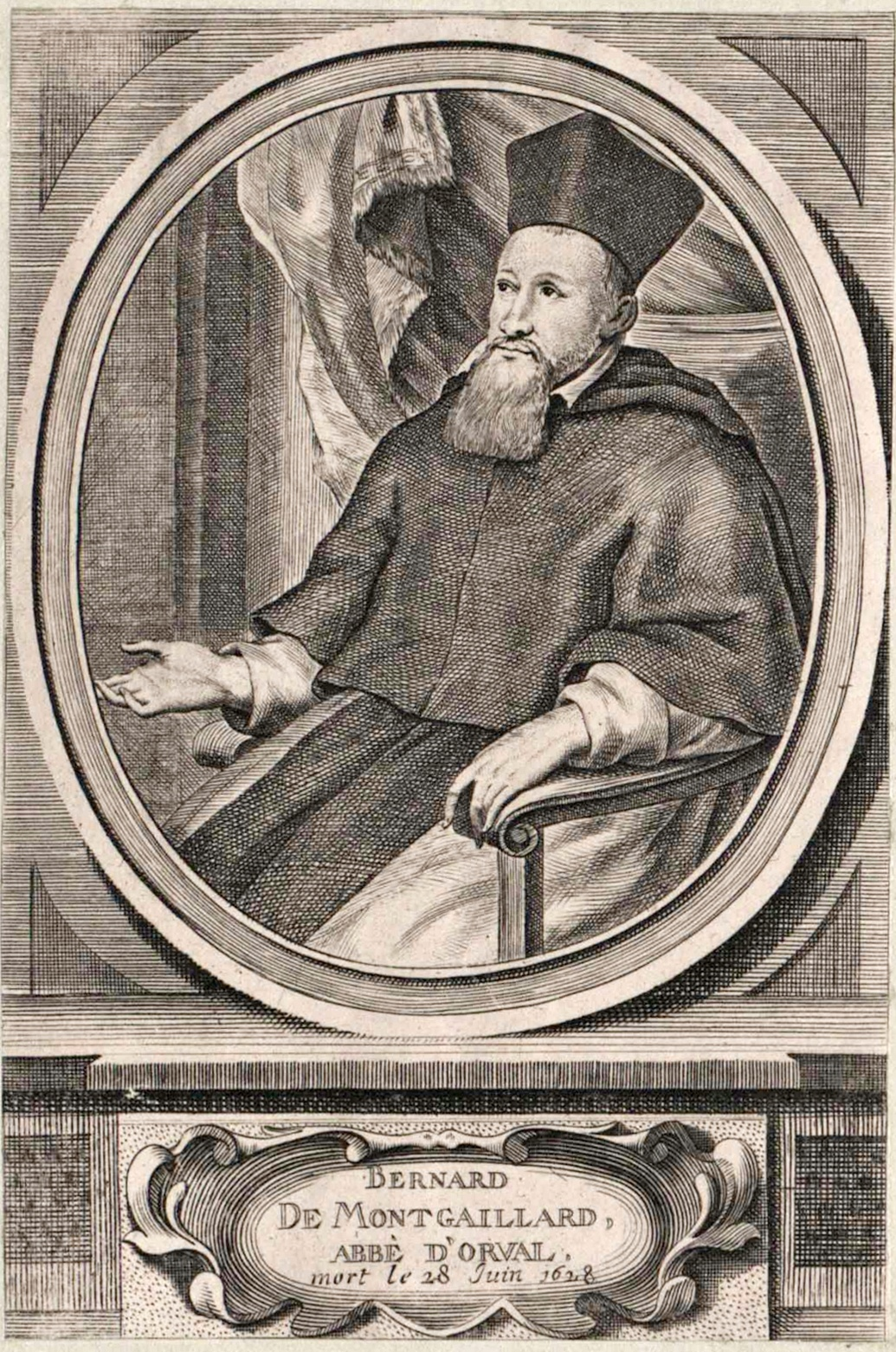
Abt Bernard de Montgaillard

Wappen der Adelsfamilie de Percin

Bernard de Montgaillard (* 1563 verm. in Montgaillard (Aude); † 8. Juni 1628 in der Abtei Orval, Belgien) war ein Zisterzienserabt und gilt als Reformator der Abtei Orval.

## Leben und Wirken
Er entstammte dem südfranzösischen Adelsgeschlecht de Percin und wurde geboren als Sohn von Bertrand de Percin, Herr von Montgaillard sowie seiner Gattin Antoinette du Vallet.
Bernard de Montgaillard trat 1579 dem strengen Zisterzienserzweig der Feuillanten bei und fiel König Heinrich III. von Frankreich als begabter Prediger auf. Er holte ihn deshalb nach Paris, in seine Umgebung. 
Nach der Ermordung des Königs (1589) zählte Montgaillard zu den Führern der katholischen Opposition gegen dessen Nachfolger Heinrich IV., weshalb er  schließlich 1593 Paris verlassen musste und sich ins Exil, in die Spanischen Niederlande begab. 
Hier wurde der Priester Vertrauter und Hofprediger des Regenten, Erzherzog Albrecht VII. von Habsburg (1559–1621). Zunächst Prediger, ab 1602 auch Abt in Nizelles bei Braine-l’Alleud, setzte er ihn 1605 als Abt des Zisterzienserklosters Orval durch, wo Bernard de Montgaillard wieder strenge Klosterzucht einführte, die Gebäude renovierte und die Abtei zu einer neuen Blüte brachte. Bis heute gilt er als Reformator und „zweiter Gründer“ von Orval.  Abt Montgaillard hielt 1621 die Leichenpredigt für Erzherzog Albrecht VII., die auch im Druck erschien.

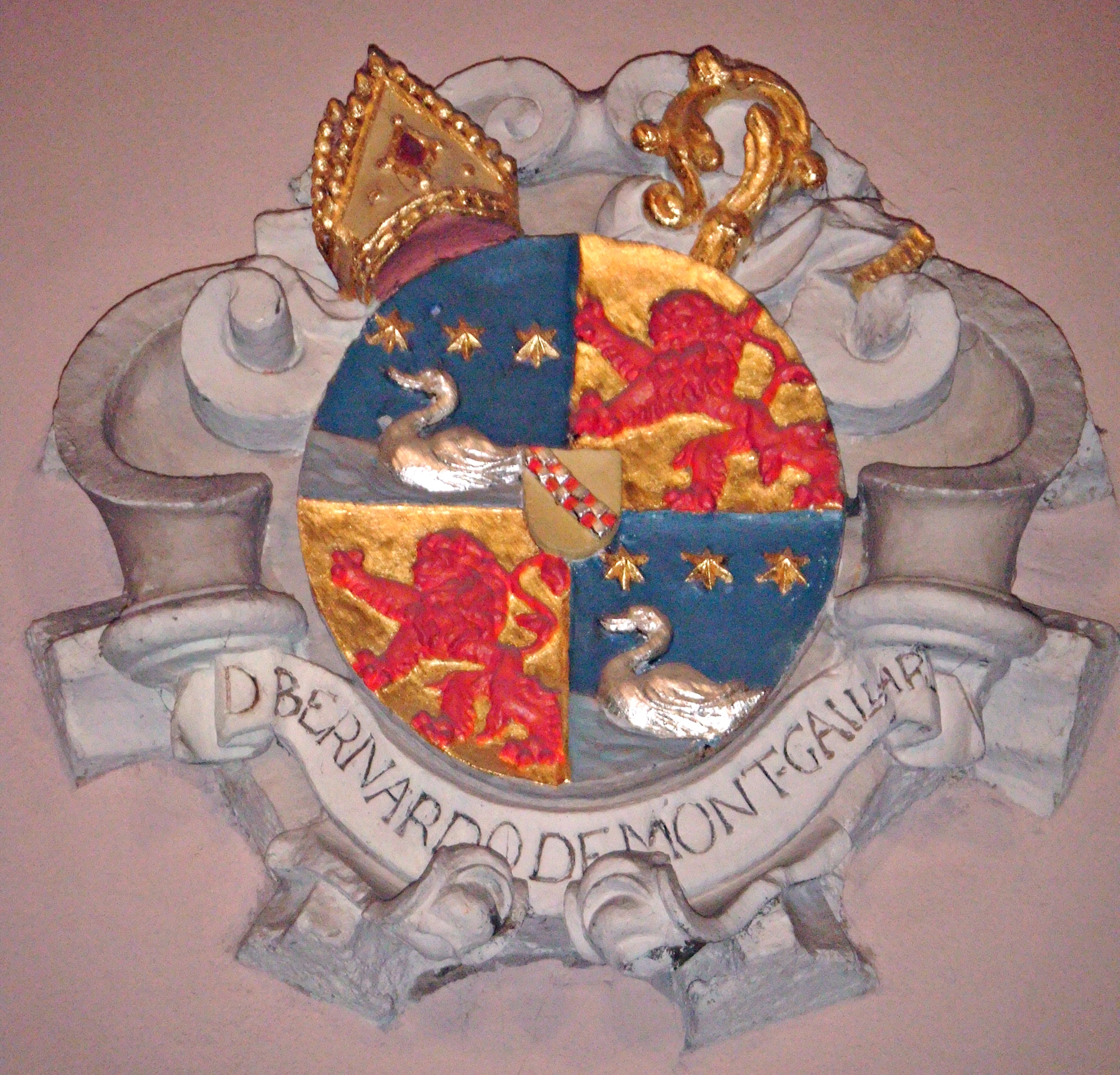
Krypta der Kathedrale Notre-Dame Luxemburg, Wappenschlussstein des Orvaler Abtes Bernard de Montgaillard (1563–1628)

Zwischen 1613 und 1621 erbaute man in Luxemburg (Stadt) als zentrales Gotteshaus eine große Jesuitenkirche, die heutige Kathedrale Notre-Dame. Luxemburg gehörte damals zu den Spanischen Niederlanden, weshalb das Wappen von Erzherzog Albrecht VII. die Fassade ziert. Abt Bernard de Montgaillard war am Bau beteiligt, was vermutlich auf sein enges Verhältnis zum Erzherzog zurückzuführen ist. Deshalb trug ein Gewölbeschlussstein des Chores sein Wappen mit Namenszug. Dieser Chor wurde  1935 zugunsten eines erweiterten Neubaues abgebrochen. Den Wappenstein des Abtes versetzte man hierbei als Spolie in die Krypta unter dem neuen Chor, wo er im inneren Eingangsbereich eingemauert ist.
Der Geistliche verfasste auch verschiedene religiöse Schriften. Aus den Eisenhütten des Klosters Orval gibt es eine öfter vorkommende Takenplatte (bezeichnet 1607) mit dem Wappen Montgaillards.
Bernard de Montgaillard starb 1628 in Orval, laut zeitgenössischen Angaben an der „Wassersucht“. Hier wurde er beigesetzt; sein Grab ist erhalten und sein Andenken wird bis heute gepflegt. Aus Bescheidenheit wollte er unbeachtet unter einer Treppe begraben werden. Der Schriftsteller Hugues Rogier veröffentlichte 2013 eine französische Romanbiografie des Abtes.
Bischof Pierre-Jean-François de Percin de Montgaillard (1633–1713) von Saint-Pons-de-Thomières war der Sohn seines Neffen Pierre-Paul.